# رایتزویل (جورجیا)
رایتزویل، جورجیا (به انگلیسی: Wrightsville, Georgia) یک شهر در ایالات متحده آمریکا با جمعیت ۲٬۲۲۳ نفر است که در جورجیا واقع شده‌است.

## موقعیت جغرافیایی
موقعیت جغرافیایی شهرها و مناطق اطراف به شرح زیر است: